# Yamaha TT 600
Die TT 600 ist ein Motorrad der Kategorie Enduro des japanischen Motorradherstellers Yamaha.
TT steht für den sportlichen Ableger von Yamahas XT-Baureihe, die auf dem Einzylinder-Motor der Yamaha XT 600 mit vier Ventilen basiert.
Im Gegensatz zur XT verfügt die TT über höherwertige Federelemente mit mehr Federweg und weniger Gewicht. Sie galt lange Zeit als einzige „Hard-Enduro“ aus Japan.

## Geschichte
Die erste Version wurde ab 1983 bis 1993 in niedrigen Stückzahlen hergestellt und vor allem in den USA verkauft. In Deutschland war es nur möglich, durch Importe ein Modell zu erlangen, welche auch mit 17 PS zugelassen werden konnten.
Ab 1993 wurde eine neue TT 600 im Werk des italienischen Importeurs Belgarda hergestellt. Sie war  alltagstauglicher als die ersten beiden Varianten aus den 80er Jahren und sportlicher als die parallel angebotene XT 600. Yamaha nahm das Modell offiziell ins Angebot. Da sich die, ausschließlich mit einem Kickstarter ausgestattete, TT 600 S („S“ wie Sport) nur zäh verkaufte, bekam sie ab Baujahr 1994 das Schwestermodell TT 600 E mit einem E-Starter und gekappten Federwegen zur Seite gestellt. Diese war wegen des Anlassers und der Batterie vier Kilogramm schwerer.
1998 kam mit der TT 600 R eine sportlichere Neuauflage mit geändertem Fahrwerk und Design, ab 2003 wurde diese durch die straßentauglichere TT 600 RE mit E-Starter und wiederum gekappten Federwegen abgelöst. 2005 war dann offiziell Schluss mit der Produktion der TT, der luftgekühlte und vergaserbestückte Einzylinder wurden als nicht mehr zeitgemäß erachtet.

## Modellvarianten

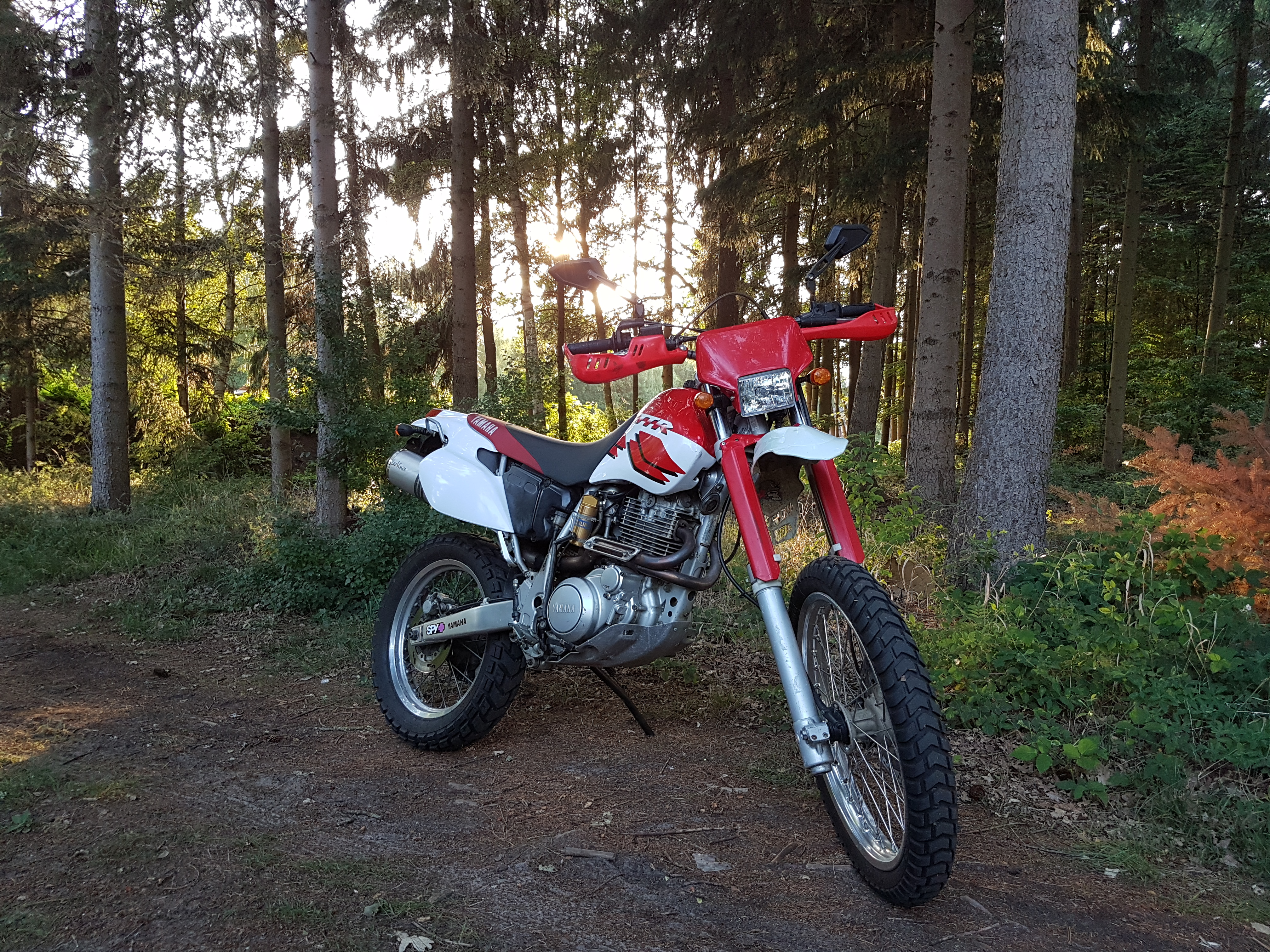
(Belgarda) Yamaha TT 600 R

| Modell                      | Typ      | Baujahr   |
| --------------------------- | -------- | --------- |
| Yamaha TT 600               | 36A      | 1983–1984 |
| Yamaha TT 600               | 59X      | 1985–1988 |
| Yamaha TT 600               | 3SW      | 1989–1993 |
| (Belgarda) Yamaha TT 600 S  | 4LW/4GV  | 1993–1997 |
| (Belgarda) Yamaha TT 600 E  | 4LW/4GV  | 1994–2001 |
| (Belgarda) Yamaha TT 600 R  | DJ01/5CH | 1998–2002 |
| (Belgarda) Yamaha TT 600 RE | DJ01/5CH | 2003–2004 |

## Modifizierungen TT600 (1983–1993)

### TT600 (36A)
- Ur-Modell.
- Trommelbremse vorne
- Rahmen in rot
- Weisse Maske vorne und Seitendeckel mit schwarzem Aufkleber
- Sitzbank schwarz bei den ersten ´83 Modellen – später rot

### TT600 (59X)
- Einzelkolbenbremse / Scheibe vorne
- Gabel modifiziert
- Federbein hinten modifiziert
- Dekor geändert
- Rahmen in rot

### TT600 (3SW)
- Doppelkolbenbremse vorne
- Gabel nochmals modifiziert
- Federbein modifiziert
- Motor auf den technischen Stand der 2KF-Motoren der XT-Modelle gebracht
- Optische Änderungen (Rahmen weiß lackiert, Motor anthrazit lackiert, Dekor geändert)